# Кристина Гюрова
Кристина Гюрова е българска състезателка, както и българска и италианска треньорка по художествена гимнастика.

## Биография
Кристина Гюрова е родена на 25 февруари 1957 г. в София. Започва да тренира при майка си – знаменитата българска треньорка Жулиета Шишманова, загинала в самолетна катастрофа през 1978 г. Спечелва бронзов медал на световното първенство в Базел, Швейцария (1977) за своето изпълнение с обръч, както и в многобоя и става победителка на финала с въже на световното първенство в Лондон, Великобритания (1979). На последния турнир тя се окичва и с бронза за своето изпълнение с лента.
Омъжва се за Джакомо Канталупи в гр. Комо през 1985 година. Там ражда дъщеря си Жулиета. Живее в Италия, в град Фабриано, работи в клуб „SGF Società Ginnastica Fabriano“. Тя е личен треньор на дъщеря си Жулиета Канталупи – известна гимнастичка и 5-кратна шампионка на Италия.

## Постижения
Световно първенство в Базел, Швейцария, 1977 г.
Индивидуални състезания се провеждат по 4 уреда: обръч, топка, въже и лента:
- бронзов медал – обръч, 19,150 т.
- бронзов медал – многобой, 38,250 т.

Световно първенство в Лондон, Великобритания, 1979 г.
Индивидуални състезания по 4 уреда: въже, топка, бухалки и лента:
- златен медал – въже, 19,650 т.
- бронзов медал – лента, 19,300 т.